# Iherir
Iherir (parfois écrit Ihrir) est un village de la commune de Bordj El Haouas, dans la daïra de Djanet, dans le Sud de l'Algérie. Le site est peuplé depuis le Néolithique.

## Géographie

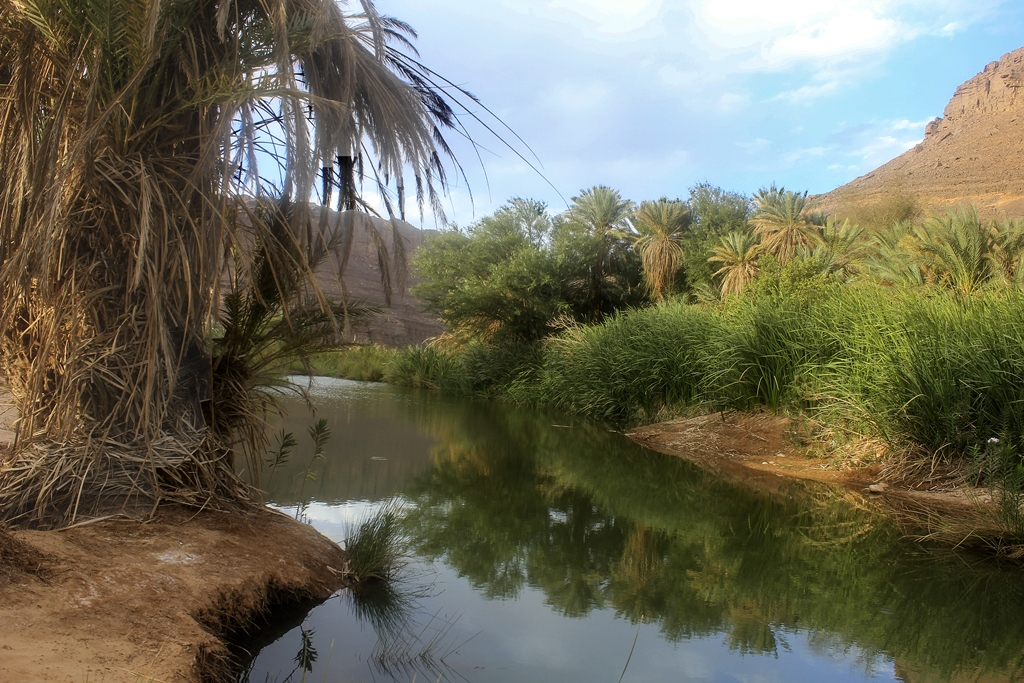
Guelta à Iherir

Iherir est situé dans le Tassili n'Ajjer, à environ 120 km à vol d'oiseau au sud de la capitale régionale, Illizi, et à 150 km au nord-ouest de Djanet. Son altitude est de 1 070 m.
Le village est une oasis nichée dans une vallée délimitée par de hautes falaises.
Seul véritable point d'eau de la région, la vallée d'Iherir a été classée par l'UNESCO comme Patrimoine mondial (1982) et Réserve de l'homme et de la biosphère (1986). Elle est également considérée comme une «zone humide d'intérêt mondial» par la convention de Ramsar (2001),.

## Histoire
Dans les environs immédiats d'Iherir, les peintures rupestres d'Eheren et Tahilahi au plateau voisin de Tadjelahine remontant à 4500 AEC représentent divers animaux et personnages. Ces fresques sont protégées.

## Économie
L'économie locale repose sur l'agriculture (dattes, figues, raisin, blé, élevage, pêche dans les gueltas) et sur le tourisme suscité par les fresques rupestres, au cœur du Parc culturel du Tassili.